# Kobi (woda mineralna)
Kobi – naturalna woda mineralna wydobywana w Kobi, w regionie Mccheta-Mtianetia, w Gruzji. Właścicielem marki jest Aqua Geo.

## Historia
Butelkowanie wody mineralnej Kobi rozpoczęto w 2018.

## Skład mineralny[1]
| Nazwa           | Wzór chemiczny | Zawartość [mg/l] |
| Kationy         | Kationy        | Kationy          |
| --------------- | -------------- | ---------------- |
| wapniowy        | Ca2+           | 150-250          |
| sodowy          | Na+            | 130-200          |
| magnezowy       | Mg2+           | <50              |
| potasowy        | K+             | <50              |
| Aniony          |                |                  |
| wodorowęglanowy | HCO3−          | 750-1300         |
| chlorkowy       | Cl−            | 110-205          |
| siarczanowy     | SO42−          | <25              |
| Razem           | Razem          | 1400-2400        |